# Żardele
Żardele (biał. Жардэлі; ros. Жардели) – wieś na Białorusi, w obwodzie witebskim, w rejonie postawskim, w sielsowiecie Komaje.

## Historia
W czasach zaborów wieś w gminie Komaje, w powiecie święciańskim Imperium Rosyjskiego. W 1866 roku miała 38 mieszkańców w 8 domach. W 1905 roku zaścianek liczył 20 mieszkańców, 128 dziesięcin, własność Eliasiewicza.
W dwudziestoleciu międzywojennym kolonia leżała w Polsce, w województwie wileńskim, w powiecie święciańskim, w gminie Komaje.
W 1931 w 7 domach zamieszkiwało 40 osób.
Miejscowość należała do parafii rzymskokatolickiej w Komajach. Podlegała pod Sąd Grodzki w Łyntupach i Okręgowy w Wilnie; właściwy urząd pocztowy mieścił się w Komajach.
W wyniku napaści ZSRR na Polskę we wrześniu 1939 miejscowość znalazła się pod okupacją sowiecką. 2 listopada została włączona do Białoruskiej SRR. Od czerwca 1941 roku pod okupacją niemiecką. W 1944 miejscowość została ponownie zajęta przez wojska sowieckie i włączona do Białoruskiej SRR.